# Massís del Montgó

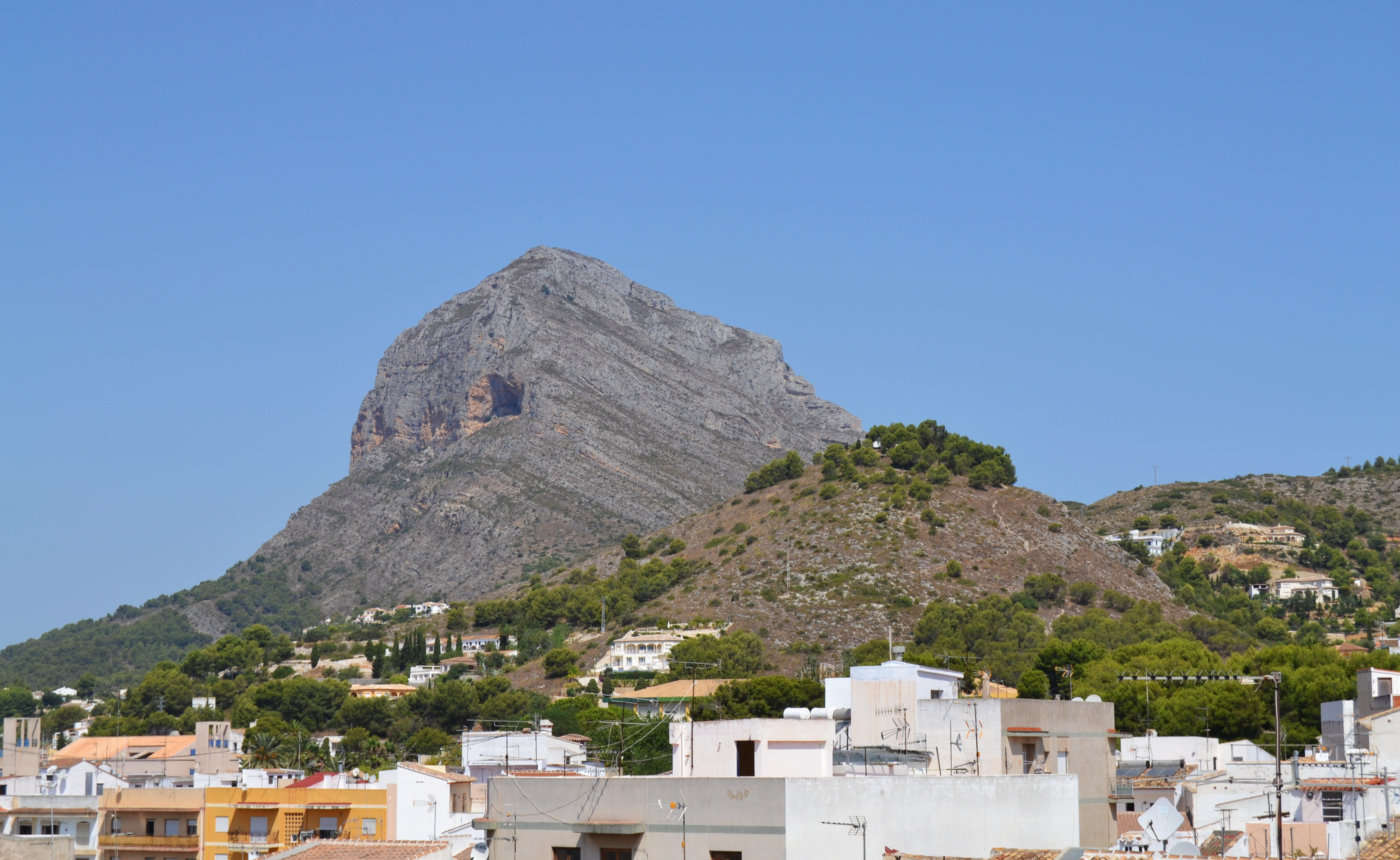
Vista del Montgó des de Xàbia

El massís del Montgó o simplement el Montgó és una muntanya de 753 m d'altitud que discorre paral·lela al litoral sobre els termes municipals de Dénia, Gata de Gorgos i Xàbia, a la comarca de la Marina Alta. Es distancia de la línia de costa uns pocs centenars de metres mitjançant una planura coneguda com les planes, que descendix suaument fins al cap de Sant Antoni. Té una extensió de 2.092 ha. El paratge fou declarat Parc natural per la Generalitat Valenciana el 30 de març del 1987.

## Història
El Montgó ha sigut testimoni de l'activitat humana, pràcticament des dels seus inicis. Nombrosos jaciments i restes ho confirmen: les coves del barranc de Migdia, de Foradada i del Montgó mostren restes des del Paleolític superior fins a l'edat del bronze. A Benimàquia, coll de Pous i el pic de l'Àguila, es van situar poblats ibers des del segle VII aC. En l'època romana, el port de Dianium adquirix especial importància, com mostra la inscripció de la cova de l'Aigua. En l'època musulmana, es declara el taifa de Dénia; Abu-Abdalla escriu: "...A la seua part meridional, hi ha una muntanya gran, de forma redona, des del cim de la qual es descobrixen les muntanyes d'Eivissa en alta mar. Aquesta muntanya s'anomena Caon". D'ací derivaria: mont Caon, Mont-Gaun, l'actual Montgó.

## Geologia
El Montgó és l'última unitat de la serralada prebètica (abans de ressorgir com a Eivissa) i els seus materials pertanyen al Cretaci inferior i al Quaternari.
Es tracta d'una suau flexió sinclinal, un poc bolcada al nord i truncada per dues falles, l'una al nord (Dénia) i una altra al sud (Xàbia), de fort desplaçament vertical i orientació aproximada est-oest. Els agents erosius han esculpit en la calcària la seua morfologia actual. També hi són destacables els penya-segats del cap de Sant Antoni causats per l'erosió de la mar.

## Clima
Respecte al clima, el Montgó es troba en la divisòria climàtica de dues variants del clima mediterrani occidental, estaria inclòs en un sector amb clima de la plana litoral plujosa, caracteritzat per una notable pluviometria, amb una mitjana de 700 mm anuals, amb un pic de precipitacions màxim tardorenques, i un període de pronunciada sequera estival; si bé, cap al sud, es passa ràpidament al clima semiàrid. Ens trobem, per tant, en una zona de transició climàtica. És important també l'efecte de criptoprecipitació (precipitacions ocultes) que apareix en la zona del cim, molt abundants a causa de l'habitual presència de núvols.

## Vegetació

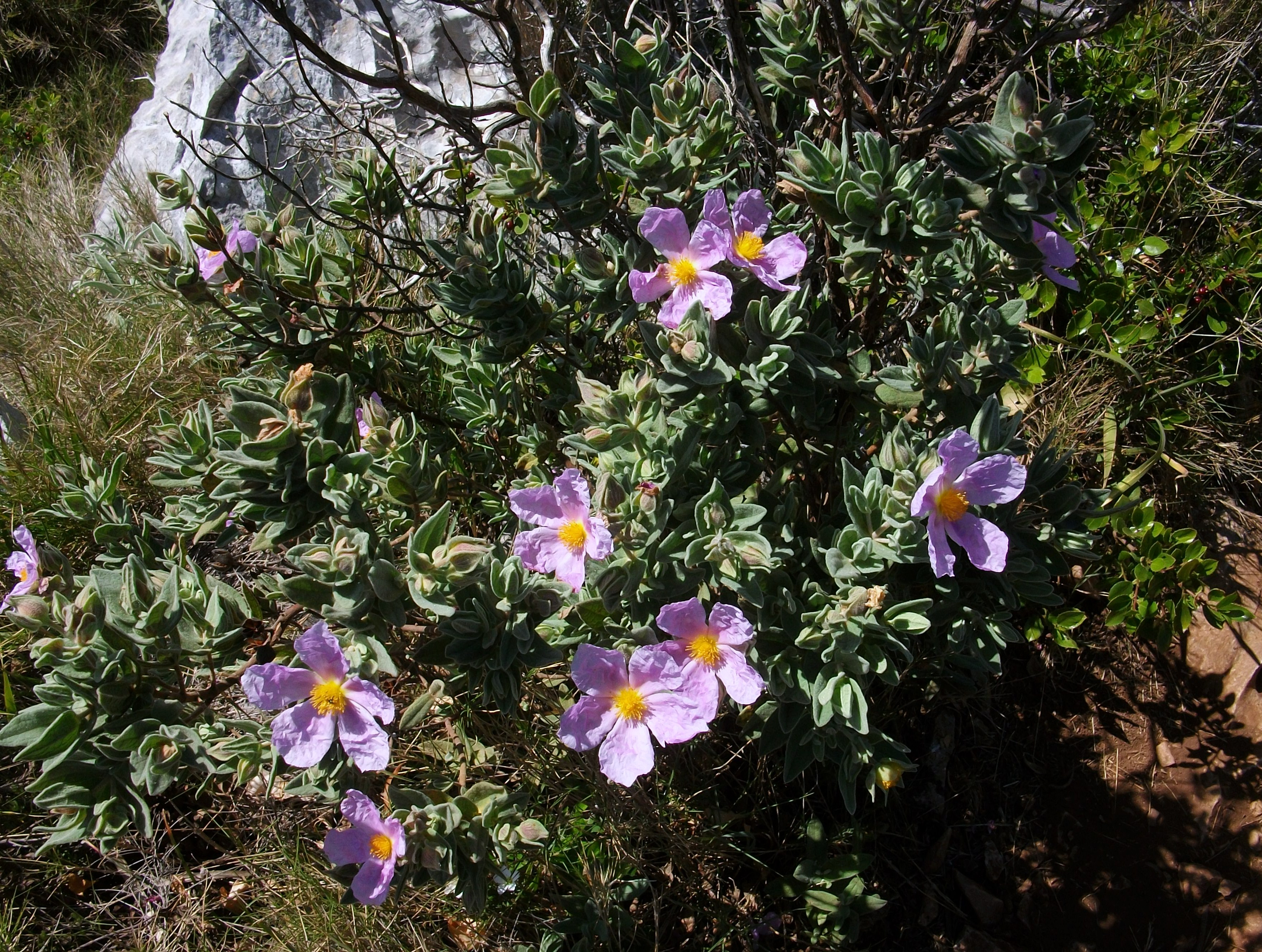
Estepa blanca al Montgó

Als cims del Montgó, des d'on es contempla un imponent paisatge, creixen el garrigar i les bosquines de romaní. Estes comunitats substitueixen el carrascar, comunitat amb un estrat arbori dominat per la carrasca, de la presència de la qual únicament queda constància a les àrees més recollides i amb sòls profunds. Als penya-segats del cap de Sant Antoni es desenvolupen comunitats caracteritzades per plantes adaptades a viure en fissures, escletxes i farcits del penya-segat, i a suportar en major o menor grau la salinitat associada a l'esquitxada de l'aigua de la mar. En la banda més pròxima a la mar, on la influència de la sal procedent de l'esquitxada de l'onatge és més patent, s'hi desenrotlla la comunitat del fenoll marí i la sempreviva.
A mesura que anem allunyant-nos del mar i la salinitat va disminuint, apareix la comunitat de la ferradura valenciana (Hippocrepis valentina), i la roseta de penya (Pseudoscabiosa saxatilis), quan la inclinació és molt accentuada.
En les zones amb menor pendent, creixen interessants endemismes diànics (el nom de Dénia ve del culte a la dea Diana), com l'esmentada ferradura valenciana i dianicopitiüsics (en referència amb el proper arxipèlag de les Pitiüses), com el Carduncellus dianius i la Centaurea rouyi.
També a les Planes com als vessants, creixen el garrigar i les bosquines de romaní, però entremesclats amb repoblacions de pi blanc i cultius de secà.
Els penya-segats de l'ombria presenten unes condicions d'humitat elevada, l'aïllament i la inaccessibilitat que permeten el creixement de nombrosos endemismes com la ferradura valenciana, la roseta de penya, la Sanguisorba ancistroides o la Sarcocapnos saetabensis. En replans de major superfície, es desenrotlla la comunitat de savina negra i de margalló. En les cingleres de la solana, se situen comunitats que es componen d'espècies adaptades a l'escassa humitat ambiental, l'elevada insolació i les altes temperatures, com és la comunitat de Chaenorrhinum crassifolium i Teucrium hifacense.

## Fauna
La fauna present al Parc Natural és íntimament lligada a estes unitats paisatgístiques i a les comunitats vegetals que s'hi desenvolupen. Als penya-segats, fa niu el gavinot argentat del Mediterrani; hiverna la gavina corsa i s'hi observen moltes altres aus. Als riscs i penyals, s'hi localitzen còrvids i rapinyaires. També és de destacar la nidificació de l'àguila de panxa blanca i la presència contínua d'una parella de ducs, i també del xoriguer i el falcó pelegrí.
Als garrigars, és constatada la presència de nombroses espècies d'aus i mamífers. Entre aquests últims, la rata cellarda, la rata negra, el conill, el teixó, la geneta, la rabosa i la mostela. A causa de l'escassesa d'embassaments d'aigua més o menys permanents, els vertebrats menys freqüents són els amfibis, entre els quals destaquen el gripau comú i el gripau corredor.
Caldria destacar dins d'aquest grup la presència d'espècies com la bívia o lludrió.

## Fotografies

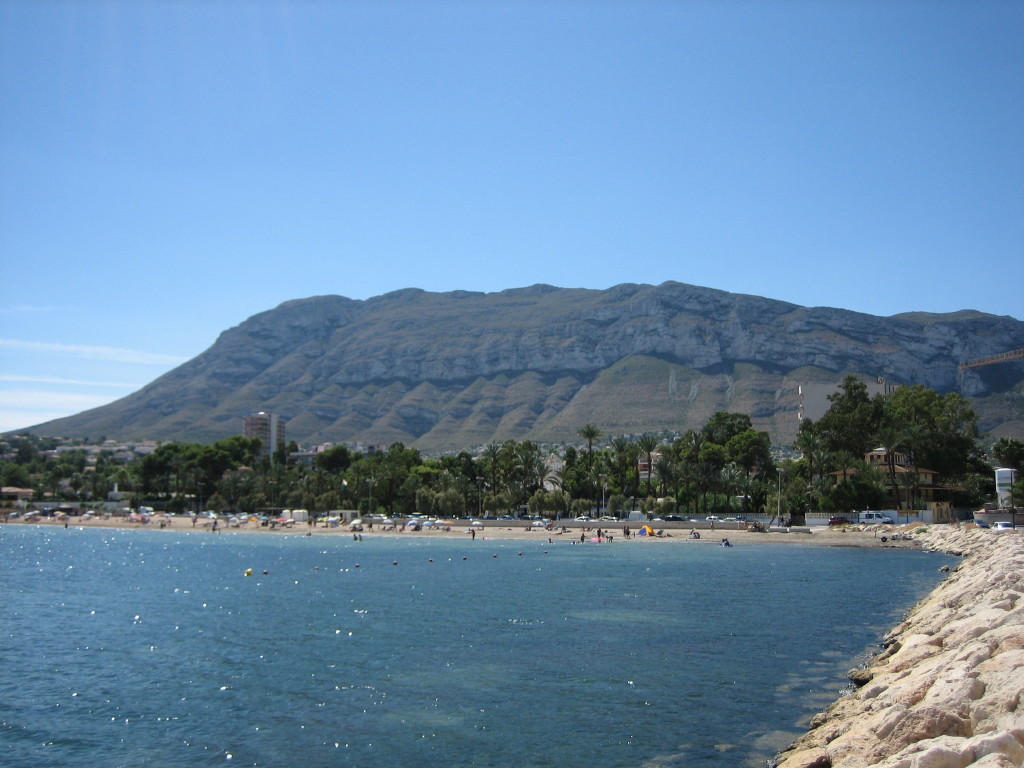
El Montgó des de Dénia
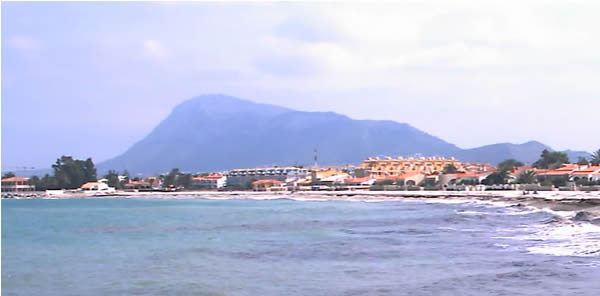
El Montgó des de Dénia
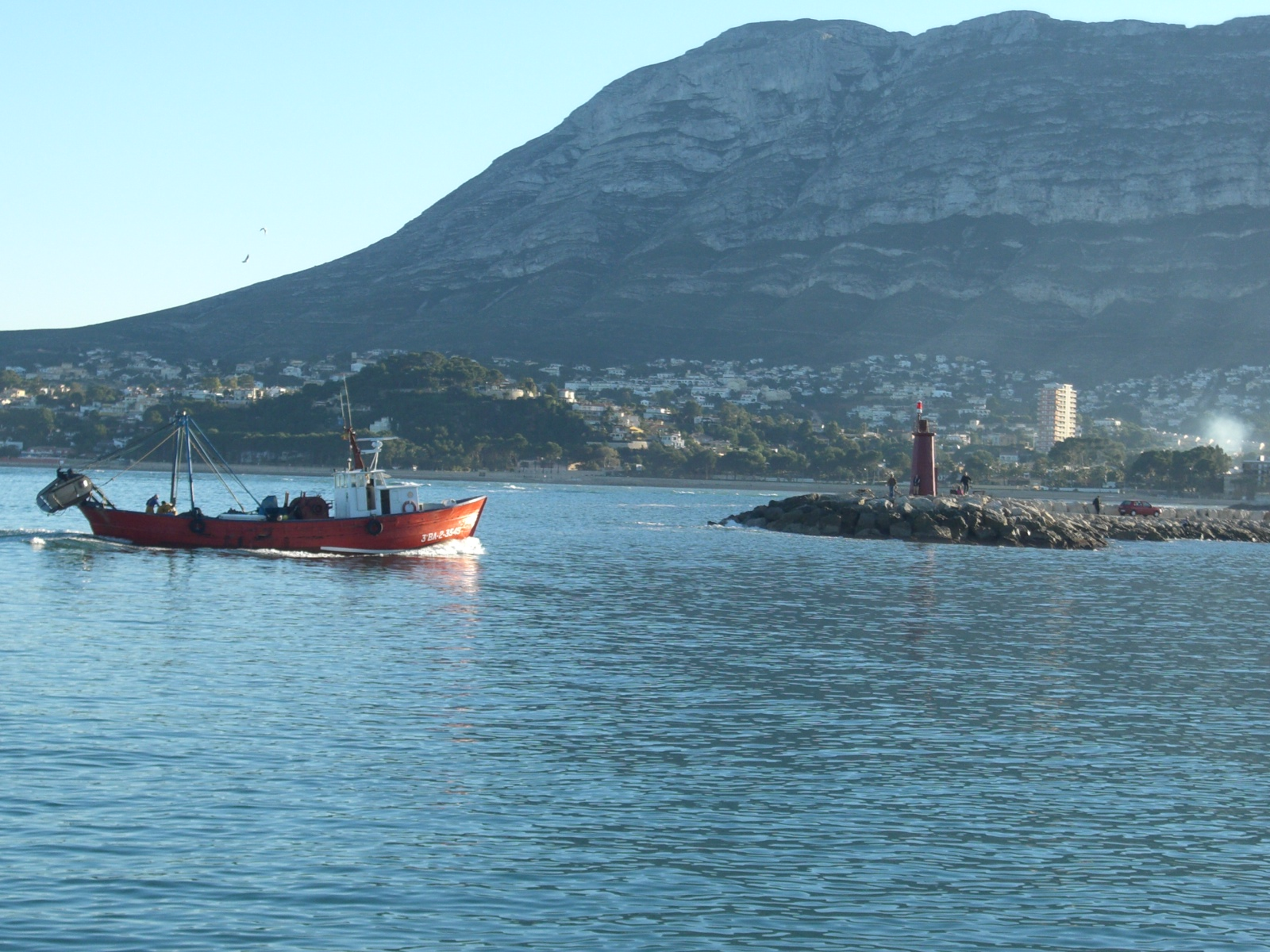
El Montgó des de Dénia
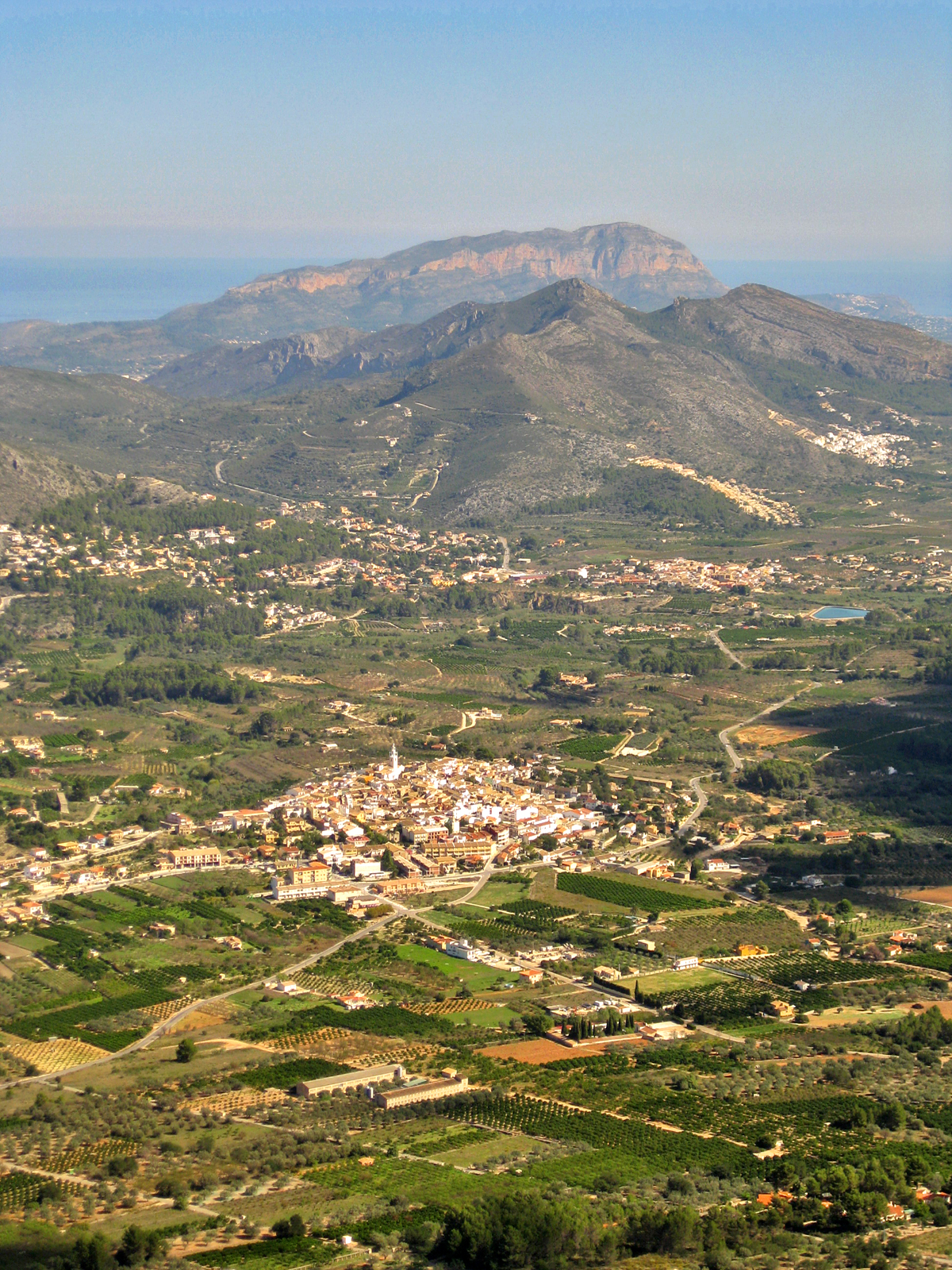
El Montgó des de la vall de Pop